# یوجین اودم
یوجین پلیزسنت اودم (به انگلیسی: Eugene Pleasants Odum) یک زیست‌شناس امریکایی (زاده ۱۷ سپتامبر ۱۹۱۳، درگذشته ۱۰ آگوست ۲۰۰۲) در دانشگاه جورجیا بود.
پدر وی هاوارد واشینگتن اودم جامعه‌شناس بوده است.